# José Luis Pavoni
José Luis Pavoni (Rosario, 23 maggio 1954) è un allenatore di calcio ed ex calciatore argentino, di ruolo difensore.

## Carriera

### Giocatore

#### Club
Iniziò a giocare nel 1973 nel Newell's Old Boys. Nel 1974 vinse il Campionato Metropolitano, il primo titolo del Newell's nel campionato maggiore.
Nel 1978 si unì al River Plate dove vinse quattro titoli. Nel 1982 si trasferì all'UNAM Pumas dove vinse la CONCACAF Champions' Cup 1982.
Nel 1983 torna in Argentina, all'Argentinos Juniors. Durante quest'esperienza vinse il Campionato Metropolitano 1984 e il Campionato Nacional 1985, vinse anche la Coppa Libertadores 1985 e giocò la Coppa Intercontinentale contro la Juventus.

#### Nazionale
Nel 1975 è membro della nazionale per la Copa América 1975, che è stata eliminata al primo turno, pur vincendo per 11-0 contro il Venezuela.

## Palmarès

### Club

#### Competizioni nazionali
- Campionato argentino: 7

Newell's Old Boys: Metropolitano 1974
River Plate: Metropolitano 1979, Nacional 1979, Metropolitano 1980, Nacional 1981
Argentinos Juniors: Metropolitano 1984, Nacional 1985

## Palmarès

### Giocatore

#### Competizioni internazionali
- Copa Libertadores: 1

Argentinos Juniors: 1985